# Krąpiel Chantriera
Krąpiel Chantriera (Tacca chantrieri André) – gatunek wieloletnich, ziemnopączkowych roślin zielnych z rodziny krąpielowatych (Taccaceae), występujący w Azji, od Asamu do południowych Chin i Półwyspu Malajskiego, zasiedlający stale lub okresowo wilgotne obszary nizinne, głównie lasy. Komórki tych roślin posiadają 30 chromosomów, tworzących 15 par homologicznych.

## Morfologia
PokrójŚredniej wielkości rośliny zielne.
ŁodygaMasywne, bulwiaste, kuliste lub wydłużone kłącze. Łodyga kwiatonośna tworzy bezlistny głąbik.
LiścieWszystkie liście wyrastają odziomkowo, są duże i ogonkowe.
KwiatyKwiaty obupłciowe, promieniste, górne, 6-pręcikowe, szypułkowe, zebrane w baldachopodobną wierzchotkę, wyrastającą na bezlistnym głąbiku. Kwiatostan wsparty jest podsadkami, tworzącymi pokrywę, i licznymi, nitkowatymi, opadającymi przysadkami. Okwiat pojedynczy, sześciolistkowy. Pręciki położone w 2 okółkach. Nitki pręcików krótkie, płaskie, tworzące łącznie z szerokimi łącznikami pylników rodzaj kapturka nad zgiętymi główkami pręcika. Główki pręcików skierowane do wewnątrz kwiatu, otwierające się przez podłużną szczelinę. Słupek synkarpiczny, zbudowany z 3 owocolistków. Zalążnia jednokomorowa, o ścianach tworzących 6 żeberek.

## Zastosowanie
Rośliny spożywcze
W Azji spożywane są młode liście tej rośliny. 
Rośliny lecznicze
W medycynie tradycyjnej Azji i Afryki krąpiel Chantriera jest używana przez lokalnych uzdrowicieli do łagodzenia bólu oraz jako antidotum na zatrucie pokarmowe. W badaniach naukowych stwierdzono, że wyciąg alkoholowy z kłącza tej rośliny znacząco hamuje ból, zarówno poprzez mechanizmy obwodowe, jak i ośrodkowe. Wyniki badań potwierdziły, że wyciąg z kłącza tej rośliny ma działanie przeciwbólowe, przeciwgorączkowe i przeciwzapalne. Inni badacze wyodrębnili z kłącza tej rośliny 5 nowych glikozydów, w tym dwa pseudofurostanole, dwa ergostanole i jeden glikozyd fenolowy.
Rośliny ozdobne
Z uwagi na niezwykle atrakcyjne kwiatostany rośliny te zyskują popularność jako rośliny ozdobne. Mogą być uprawiane w gruncie jedynie w krajach o klimacie gorącym. W Polsce mogą być trzymane jedynie w szklarniach lub jako rośliny pokojowe.